# Bibliothèque de l'Institut national de recherche pédagogique
La bibliothèque de l'Institut national de recherche pédagogique est une ancienne bibliothèque spécialisée d'étude et de recherche située originellement à Paris, rue d'Ulm.
Déménageant en 2010, elle constitue avec d'autres fonds documentaires la Bibliothèque Inter-Etablissements (BIE) Denis Diderot-Lyon de l'École normale supérieure de Lyon.

## Historique
Constitutive du Musée pédagogique créé par Jules Ferry et Ferdinand Buisson en 1879, la bibliothèque de l’INRP rassemblait près de 600 000 volumes, dont environ 500 000 livres et 100 000 fascicules de périodiques.
Le décret de fondation attribuait à la bibliothèque une mission d’acquisition systématique de documents historiques et statistiques, de manuels scolaires, de traités d’éducation, d’ouvrages sur l’organisation de l’enseignement, etc. Le CADIST en sciences de l'éducation est attribué à la bibliothèque de l'Institut national de recherche pédagogique (INRP), en 1991.
L'INRP est dissous par décret le 28 décembre 2010. À compter du 1er janvier 2011 sa bibliothèque est intégrée à celle de l’École normale supérieure de Lyon comme département Sciences de l'éducation. Le Musée pédagogique est quant à lui rattaché au CNDP. Au 1er septembre 2012, le CADIST est rattaché à la Bibliothèque inter-établissement (BIE) Diderot de Lyon.

## Missions
La bibliothèque de l’INRP constituait un outil spécialisé dans le domaine de l’éducation. Elle s’adressait prioritairement aux chercheurs en éducation, aux acteurs du système éducatif, aux formateurs et, plus généralement, à toute personne justifiant d’une recherche dans les domaines de l’éducation et de la formation.

## Collections
Elle comptait notamment 5 000 titres de périodiques, des rapports officiels et des ouvrages de référence, des actes de colloques et des thèses. Son fonds historique est considérable : 20 000 livres antérieurs à 1800, des revues pédagogiques françaises et étrangères du XVIIIe siècle à nos jours, des textes législatifs et règlementaires français et étrangers sur l’enseignement, des livres de prix du XIXe siècle, plus de 80 000 manuels scolaires français, des dons d’enseignants et de pédagogues.
L’intérêt des fonds documentaires, actuellement conservés à la bibliothèque Diderot, repose largement sur les choix initiaux, confirmés par les missions de centre d'acquisition et de diffusion de l'information scientifique et technique (CADIST) et de pôle associé à la Bibliothèque nationale de France pour les sciences de l'éducation.